# Saint-Cirgues-de-Malbert
Pour les articles homonymes, voir Saint-Cirgues.
Saint-Cirgues-de-Malbert est une commune française située dans le département du Cantal, en région Auvergne-Rhône-Alpes.

## Géographie
La commune est arrosée par la Bertrande et son affluent la Doire qui y confluent.

### Communes limitrophes
Les communes limitrophes sont Saint-Cernin, Saint-Chamant, Sainte-Eulalie, Saint-Illide, Saint-Martin-Cantalès, Saint-Martin-Valmeroux et Besse.
| Besse                 | Sainte-Eulalie           | Saint-Martin-Valmeroux |
| Saint-Martin-Cantalès | Saint-Cirgues-de-Malbert | Saint-Chamant          |
| Saint-Illide          |                          | Saint-Cernin           |

### Climat
Pour des articles plus généraux, voir Climat d'Auvergne-Rhône-Alpes et Climat du Cantal.
En 2010, le climat de la commune est de type climat de montagne, selon une étude du CNRS s'appuyant sur une série de données couvrant la période 1971-2000. En 2020, Météo-France publie une typologie des climats de la France métropolitaine dans laquelle la commune est exposée à un climat de montagne ou de marges de montagne et est dans la région climatique  Ouest et nord-ouest du Massif Central, caractérisée par une pluviométrie annuelle de 900 à 1 500 mm, maximale en automne et en hiver. 
Pour la période 1971-2000, la température annuelle moyenne est de 9,1 °C, avec une amplitude thermique annuelle de 15,1 °C. Le cumul annuel moyen de précipitations est de 1 258 mm, avec 13,4 jours de précipitations en janvier et 8,1 jours en juillet. Pour la période 1991-2020, la température moyenne annuelle observée sur la station météorologique de Météo-France la plus proche, sur la commune de Marmanhac à 13 km à vol d'oiseau, est de 10,6 °C et le cumul annuel moyen de précipitations est de 1 461,7 mm,. Pour l'avenir, les paramètres climatiques de la commune estimés pour 2050 selon différents scénarios d'émission de gaz à effet de serre sont consultables sur un site dédié publié par Météo-France en novembre 2022.

## Urbanisme

### Typologie
Au 1er janvier 2024, Saint-Cirgues-de-Malbert est catégorisée commune rurale à habitat très dispersé, selon la nouvelle grille communale de densité à 7 niveaux définie par l'Insee en 2022.
Elle est située hors unité urbaine. Par ailleurs la commune fait partie de l'aire d'attraction d'Aurillac, dont elle est une commune de la couronne,. Cette aire, qui regroupe 85 communes, est catégorisée dans les aires de 50 000 à moins de 200 000 habitants,.

### Occupation des sols
L'occupation des sols de la commune, telle qu'elle ressort de la base de données européenne d’occupation biophysique des sols Corine Land Cover (CLC), est marquée par l'importance des territoires agricoles (61,3 % en 2018), en augmentation par rapport à 1990 (53,8 %). La répartition détaillée en 2018 est la suivante : 
forêts (36,1 %), prairies (33,7 %), zones agricoles hétérogènes (27,6 %), milieux à végétation arbustive et/ou herbacée (2,6 %). L'évolution de l’occupation des sols de la commune et de ses infrastructures peut être observée sur les différentes représentations cartographiques du territoire : la carte de Cassini (XVIIIe siècle), la carte d'état-major (1820-1866) et les cartes ou photos aériennes de l'IGN pour la période actuelle (1950 à aujourd'hui).

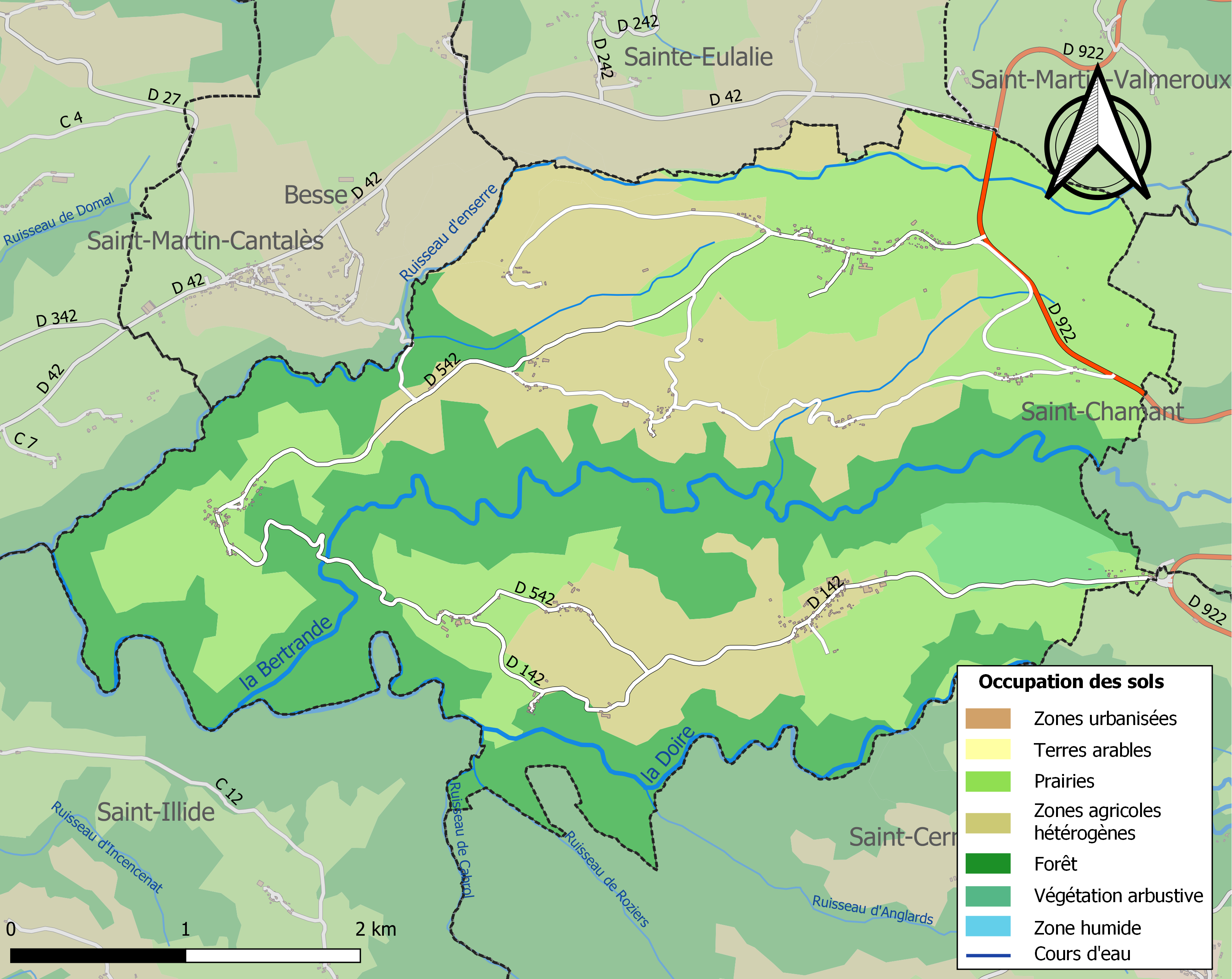
Carte des infrastructures et de l'occupation des sols de la commune en 2018 (CLC).

### Habitat et logement
En 2018, le nombre total de logements dans la commune était de 184, alors qu'il était de 183 en 2013 et de 172 en 2008.
Parmi ces logements, 60,9 % étaient des résidences principales, 36,3 % des résidences secondaires et 2,8 % des logements vacants. Ces logements étaient pour 99,5 % d'entre eux des maisons individuelles et pour 0,5 % des appartements.
Le tableau ci-dessous présente la typologie des logements à Saint-Cirgues-de-Malbert en 2018 en comparaison avec celle du Cantal et de la France entière. Une caractéristique marquante du parc de logements est ainsi une proportion de résidences secondaires et logements occasionnels (36,3 %) supérieure à celle du département (20,4 %) et à celle de la France entière (9,7 %). Concernant le statut d'occupation de ces logements, 82,1 % des habitants de la commune sont propriétaires de leur logement (83,5 % en 2013), contre 70,4 % pour le Cantal et 57,5 pour la France entière.
| Typologie                                               | Saint-Cirgues-de-Malbert | Cantal | France entière |
| ------------------------------------------------------- | ------------------------ | ------ | -------------- |
| Résidences principales (en %)                           | 60,9                     | 67,7   | 82,1           |
| Résidences secondaires et logements occasionnels (en %) | 36,3                     | 20,4   | 9,7            |
| Logements vacants (en %)                                | 2,8                      | 11,9   | 8,2            |

## Toponymie
La commune doit pour partie son nom à saint Cyr, jeune martyr chrétien du IVe siècle, dont une des formes occitanes du nom est Cirgue. Le -s final ne s'explique pas par l'évolution phonétique normale de Cyricus, puisque dans les mots latins en -us, la consonne disparaît à date ancienne.

## Histoire
En 1953, une partition de la commune donne naissance à Besse.

### Les Hospitaliers
Le village de L'Hôpital et la commanderie de l'Hôpital-Chaufranche. Une commanderie de l'ordre de Saint-Jean de Jérusalem qui faisait partie du grand prieuré et de la langue d'Auvergne. L'Hôpital-Chauffrange dont l'existence est attestée depuis la fin du XIIIe siècle (1293) fut par la suite un membre de la commanderie de Carlat (Chamfrancesche).

## Politique et administration
| Période                                  | Période                    | Identité        | Étiquette | Qualité |
| ---------------------------------------- | -------------------------- | --------------- | --------- | ------- |
| Les données manquantes sont à compléter. |                            |                 |           |         |
| mars 2001                                | mars 2014                  | Pierre Vidalinc |           |         |
| mars 2014                                | En cours (au 10 août 2014) | Marc Benech     | DVD       | Employé |

## Démographie
L'évolution du nombre d'habitants est connue à travers les recensements de la population effectués dans la commune depuis 1793. Pour les communes de moins de 10 000 habitants, une enquête de recensement portant sur toute la population est réalisée tous les cinq ans, les populations de référence des années intermédiaires étant quant à elles estimées par interpolation ou extrapolation. Pour la commune, le premier recensement exhaustif entrant dans le cadre du nouveau dispositif a été réalisé en 2004.

En 2022, la commune comptait 250 habitants, en stagnation par rapport à 2016 (Cantal : −1,08 %, France hors Mayotte : +2,11 %).
| 1793  | 1800 | 1806  | 1821  | 1831  | 1836  | 1841  | 1846  | 1851  |
| ----- | ---- | ----- | ----- | ----- | ----- | ----- | ----- | ----- |
| 1 048 | 818  | 1 303 | 1 314 | 1 471 | 1 342 | 1 375 | 1 370 | 1 329 |

| 1856  | 1861  | 1866  | 1872  | 1876  | 1881  | 1886  | 1891  | 1896 |
| ----- | ----- | ----- | ----- | ----- | ----- | ----- | ----- | ---- |
| 1 324 | 1 230 | 1 220 | 1 154 | 1 154 | 1 154 | 1 031 | 1 009 | 905  |

| 1901 | 1906 | 1911 | 1921 | 1926 | 1931 | 1936 | 1946 | 1954 |
| ---- | ---- | ---- | ---- | ---- | ---- | ---- | ---- | ---- |
| 904  | 797  | 843  | 746  | 697  | 615  | 616  | 657  | 400  |

| 1962 | 1968 | 1975 | 1982 | 1990 | 1999 | 2004 | 2006 | 2009 |
| ---- | ---- | ---- | ---- | ---- | ---- | ---- | ---- | ---- |
| 357  | 335  | 302  | 238  | 232  | 226  | 213  | 209  | 225  |

| 2014 | 2019 | 2022 | - | - | - | - | - | - |
| ---- | ---- | ---- | - | - | - | - | - | - |
| 246  | 249  | 250  | - | - | - | - | - | - |

## Culture locale et patrimoine

### Lieux et monuments
- L'église Saint-Cyr, édifiée à l'époque romane, a été agrandie au début du XVIIIe siècle par deux chapelles latérales qui dessinent en plan un faux transept. Le petit sanctuaire est décoré, dans les arcades latérales du chœur, de peintures murales de la fin du XVIe siècle et du XVIIe siècle. Le portail occidental en plein cintre et la porte latérale sud possèdent des vantaux du XVIIe siècle. À l'intérieur, le plafond de la nef présente un décor peint du XVIIe siècle également. Les arcades aveugles qui animent les parois latérales du chœur portent des traces de peinture. Le clocher peigne a été refait en 1812. L'église, y compris ses peintures murales, est classée monument historique par l'arrêté du 28 décembre 1978.

L'église Saint-Cyr doit son nom à saint Cyr martyr chrétien du IVe siècle.  
- Le château de Saint-Cirgues, datant du XVIIe siècle, constitué d'un grand corps de logis à cheminées et échauguettes, un fournil et des écuries, actuellement en rénovation.